# I Want Your Love
I Want Your Love – singiel ukraińskiego piosenkarza Eduarda Romaniuty napisany przez Erika Lewandera, Hayley Aitken i Toma Andrews w 2015 roku.
Utwór reprezentował Mołdawię podczas 60. Konkursu Piosenki Eurowizji w 2015 roku dzięki wygranej w finale lokalnych eliminacji O melodie pentru Europa, który odbył się pod koniec lutego 2015 roku. Piosenka znalazła się w stawce półfinałowej selekcji razem z 23 innymi propozycjami, w lutym została zaprezentowana przez Romaniutę w pierwszym z dwóch koncertów półfinałowych i zakwalifikowała się do finału z pierwszego miejsca. W rundzie finałowej zdobyła łącznie 22 punkty w podsumowaniu głosowania telewidzów i komisji jurorskiej. Niedługo po wygraniu eliminacji pojawiły się pogłoski o popełnieniu przez twórców plagiatu, a sam singiel porównywano do piosenek: „It's Like That” Mariah Carey, „Rude Boy” Rihanny i „Just A Little” zespołu Liberty X. Oprócz tego, sam Romaniuta został posądzony o kupowanie głosów mających zapewnić mu wygranie selekcji.
W maju Romaniuta zaprezentował utwór jako pierwszy w kolejności podczas pierwszego półfinału Konkursu Piosenki Eurowizji organizowanego w Wiedniu i ostatecznie nie zakwalifikował się do finału, zajmując 11. miejsce.